# Rolex

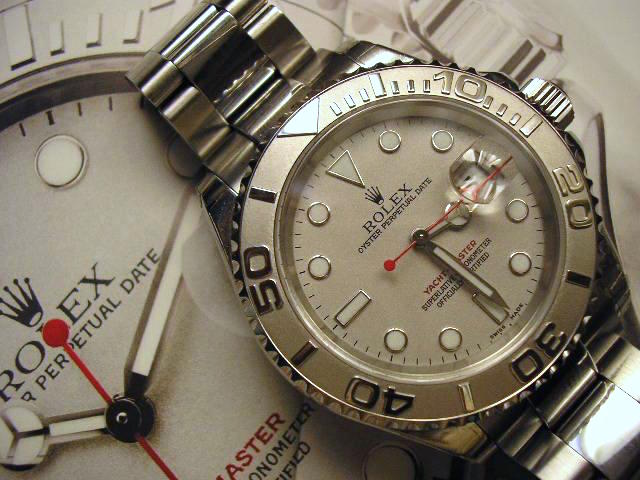
Rolex-klockor.

Rolex är en tillverkare av mycket exklusiva klockor och armbandsur av hög kvalitet. År 1905 grundade tysken Hans Wilsdorf och hans svåger Alfred Davis ”Wilsdorf and Davis” i London. Den huvudsakliga verksamheten var vid denna tid import av schweiziska urverk som monterades i boetter som tillverkats lokalt. Från början såldes dessa tidiga armbandsur till juvelerare som sedan satte sitt eget namn på urtavlan innan de såldes. De första uren från Wilsdorf och Davis var vanligen märkta ”W&D” på boettens insida.

## Historia
Det var år 1908 som Wilsdorf registrerade varumärket ”Rolex” och öppnade ett kontor i anrika La Chaux-de-Fonds beläget i Schweiz. Bolagsnamnet ”Rolex” registrerades 15 november 1915. Namnet var påhittat, och bakgrunden är oklar. Det sägs att Wilsdorf ville att namnet skulle vara lätt att uttala på alla språk. En historia – som aldrig bekräftats av Wilsdorf – säger att namnet kommer från den franska frasen horlogerie exquise, vilket betyder ”exklusivt urmakeri”. En annan historia hävdar att ”rolex” skulle imitera ljudet som uppstår när ett armbandsur dras upp.
1919 flyttades företaget till Genève, Schweiz, och etablerades som Rolex Watch Company. Namnet ändrades senare till Montres Rolex, SA och slutligen Rolex, SA. Företaget flyttades från Storbritannien eftersom skatter och exporttullar på metaller som användes till boetterna (silver och guld) drev upp kostnaderna.
1926 patenterade Rolex världens första damm- och vattensäkra boett och modellen fick namnet Oyster, en innovation som lever kvar i många av företagets mest populära modeller än idag. I oysterkonstruktionen kombineras en gängad bakboett med en särskilt konstruerad skruvkrona på ett sätt som gör den tätare ju mer tryck den utsätts för, vilket gör den synnerligen tålig mot läckage.
Vid hustruns död 1944 skapade Wilsdorf stiftelsen The Hans Wilsdorf Foundation och donerade hela sitt aktieinnehav i företaget till denna, samtidigt som han säkerställde att en del av företagets inkomster skulle gå till välgörenhet. Företaget ägs fortfarande av en privat stiftelse och är alltså inte noterat på någon aktiebörs.
Under 1950-talet skapade Rolex ett antal modeller som dedicerades till olika typer av upptäckare, bl.a. modeller Explorer som bars av Tenzing Norgay och Sir Edmund Hillary då de besteg Mount Everest (modellen namngavs dock först i efterhand). GMT Master skapades åt det transatlantiska flygbolaget PanAms piloter som hade behov av att kunna se två tidszoner på klockan.
Rolex har sedan början varit ett exklusivt klockmärke, men den verkliga prisstegringen som lett fram till dagens läge skedde från omkring 1970 till slutet av 1990-talet då priset för de vanligaste modellerna mångdubblades. Som exempel kan nämnas att en Rolex AirKing år 1977 kostade 295 dollar, knappt tjugo år senare fick man för samma modell betala 2200 dollar. Om prisutvecklingen endast följt inflationen skulle priset varit kring 780 dollar.

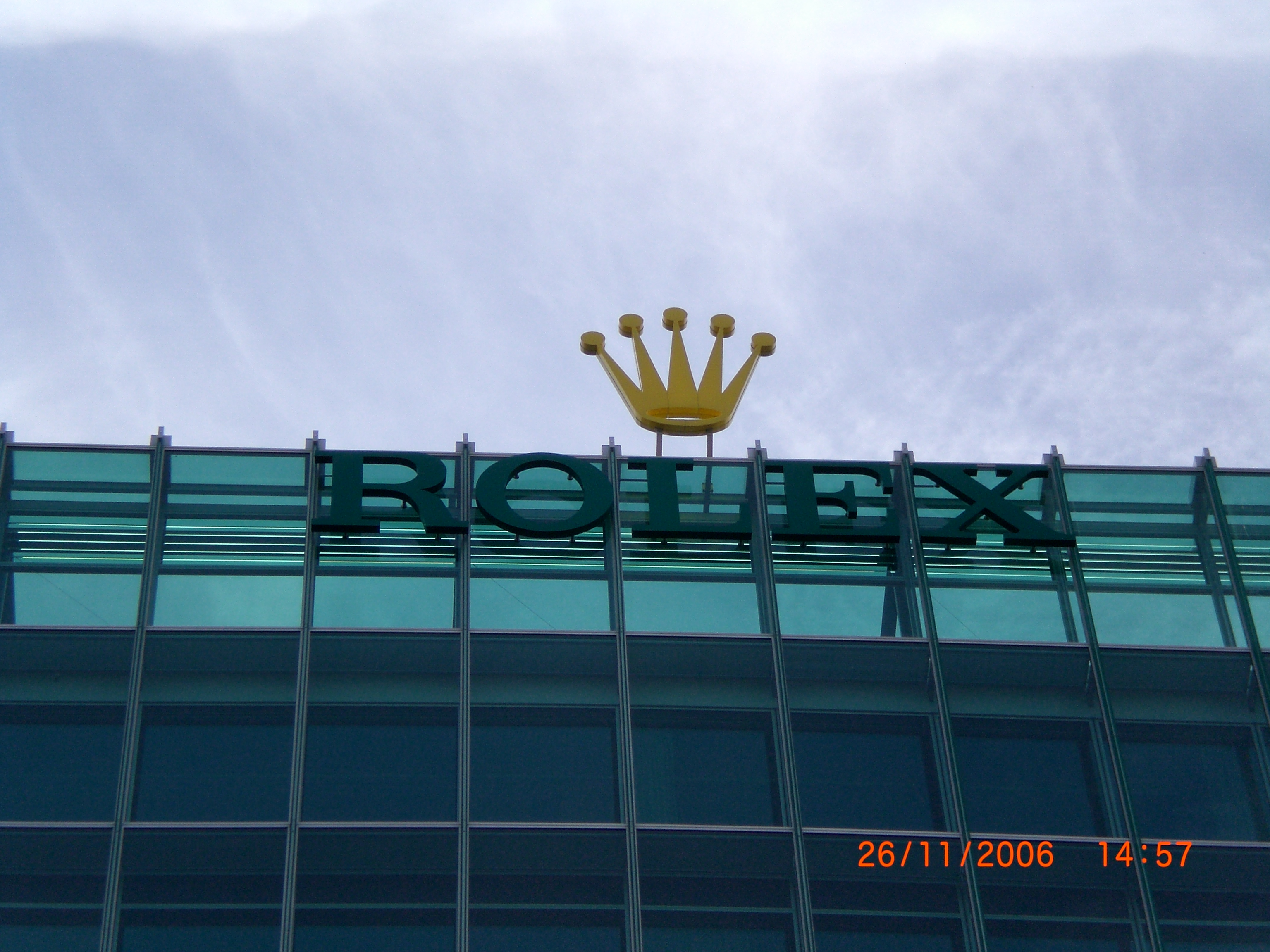
Rolex högkvarter i Genève.

## Modeller
Rolex sortiment består av 25-30 huvudsakliga modellserier, med ett stort antal möjliga variationer inom varje serie. Några av de mest kända modellerna är: 
- Submariner - Dykarmodell lanserad 1953 med vridbar bezel och starkt vattenskydd.
- Datejust - Världens första självuppdragande kronometer med datumvisning.
- Daytona - Racinginspirerad kronografmodell lanserad 1963. Kallades från början Cosmograph men fick med tiden namnet Daytona efter de berömda racingtävlingarna.
- Day-Date - Exklusiv prestigemodell som visar veckodag och datum. Vanligt förekommande i guld.
- GMT Master - Ursprungligen utvecklad för piloter, kan visa två tider i två separata tidszoner.

Den mest exklusiva i det nya sortimentet är Rolex GMT ICE, referensnummer 116769TBR, i vitt guld, fullt med diamanter och briljanter på tavla och armband, till ett pris av 3 915 000 SEK.
Den nu aktuella modellen av GMT Master II, i helstål, har referensnummer 116710LN och kom 2007 med ett antal nyheter; keramisk vridring, ny boett, ny krona och nytt urverk.
Den tidigare modellen av GMT Master II, i helstål, har referensnummer 16710 och ersattes av 116710LN. Denna version, liksom alla tidigare, kom med olika färgade inlägg i vridringen; blå/röd - Pepsi, röd/svart - Coke, och svart.
Rolex presenterade Land-Dweller ref 127334 i rostfritt stå med ring i vitguld i början av april 2025. Ny och tunnare design som har designelement från Oysterquartz, samt en genomskinlig safirkristall-baksida. Urverket, ref 7135, har många nyheter som 5 Hz frekvens (36000bpm) för bättre tidshållning samt Dynapulse, ett tangentiellt dubbelhjuls-gångverk (escapement), som minskar friktionen och därmed medger längre gångreserv, upp till 66 timmar.

## Äkthet
Rolex kända varumärke och höga statusvärde har gjort att märket är väldigt utsatt för piratkopiering och förfalskningar. Falska Rolexklockor säljs ofta för en bråkdel av kostnaden men är för en fackman relativt lätta att skilja från originalet. Kopiorna är ofta lättare än en äkta då urverket är av kvartstyp (en äkta Rolex har mekaniskt verk, bortsett från modellen OysterQuartz) och billigare material används, detaljer såsom visare och urtavelmarkeringar är ofta grövre och slarvigt monterade.
Ett av de mest säkra tecknen som används för att verifiera en Rolexklocka är dess ingraverade serienummer, detta nummer kan härledas tillbaka till produktionen och hela vägen till vilken enskild butik som sålt klockan. Länge kunde serienumret användas för att utläsa produktionsår, en Rolex vars serienummer börjar på K är t.ex. tillverkad mellan 2001 och 2003, men sedan 2010 är serienumret en slumpmässig kombination av bokstäver och siffror där begynnelsebokstav inte har någon särskild betydelse.